# Llei marc
Una llei marc és un tipus de llei estatal ordinària espanyola que serveix perquè les Corts Generals atribuïsquen a una, diverses o totes les comunitats autònomes la facultat de dictar lleis que afecten a l'àmbit autonòmic dins del marc legal establit per aquesta llei. Està establit per l'article 150.1 de la Constitució espanyola de 1978 i està basada en les normes regulades per l'article 71 de la Llei fonamental de Bonn.
Aquest tipus de lleis es caracteritzen: implica una delegació d'una competència estatal a una comunitat autonòmica dins un marge establit per la llei marc (són, per tant, competències compartides), són poc extenses perquè es limita a establir objectius i tenen una modalitat de control establida en la pròpia llei marc per evitar interpretacions esbiaixades.